# Akinori Nakajama
Akinori Nakajama (1. března 1943, Nagoja – 9. března 2025) byl japonský gymnasta, držitel šesti zlatých olympijských medailí, z toho čtyř individuálních.
Na olympiádě v Mexiku roku 1968 vyhrál soutěž na kruzích, na bradlech a na hrazdě (dělil se se sovětským Michailem Voroninem) a na hrách v Mnichově roku 1972 obhájil zlato na kruzích (jako druhý gymnasta v historii, po Albertu Azarjanovi). Kromě toho byl na těchto olympiádách členem vítězného družstva a získal ještě dvě stříbra (obě za prostná) a dva bronzy (oba za víceboj).
Jeho šest zlatých medailí z něj činí druhého nejúspěšnějšího japonského olympionika všech dob (po jiném gymnastovi, Sawao Katóovi) a celkových deset olympijských medailí pak třetího nejúspěšnějšího (po Katóovi a dalším gymnastovi Takaši Onovi).
Úspěšným byl i na mistrovství světa, získal čtyři individuální tituly a dva týmové (v letech 1966–1970). Po skončení sportovní kariéry se stal místopředsedou Japonské gymnastické federace. V roce 2005 byl uveden do Mezinárodní gymnastické síně slávy.